# Шаснар
Шасна́р (фр. Chassenard) — коммуна во Франции, находится в регионе Овернь. Департамент коммуны — Алье. Входит в состав кантона Ле-Донжон. Округ коммуны — Виши.
Код INSEE коммуны — 03063.

## Население
Население коммуны на 2008 год составляло 935 человек.
| 1962 | 1968 | 1975 | 1982 | 1990 | 1999 | 2008 |
| ---- | ---- | ---- | ---- | ---- | ---- | ---- |
| 867  | 888  | 855  | 959  | 1017 | 923  | 935  |

## Экономика

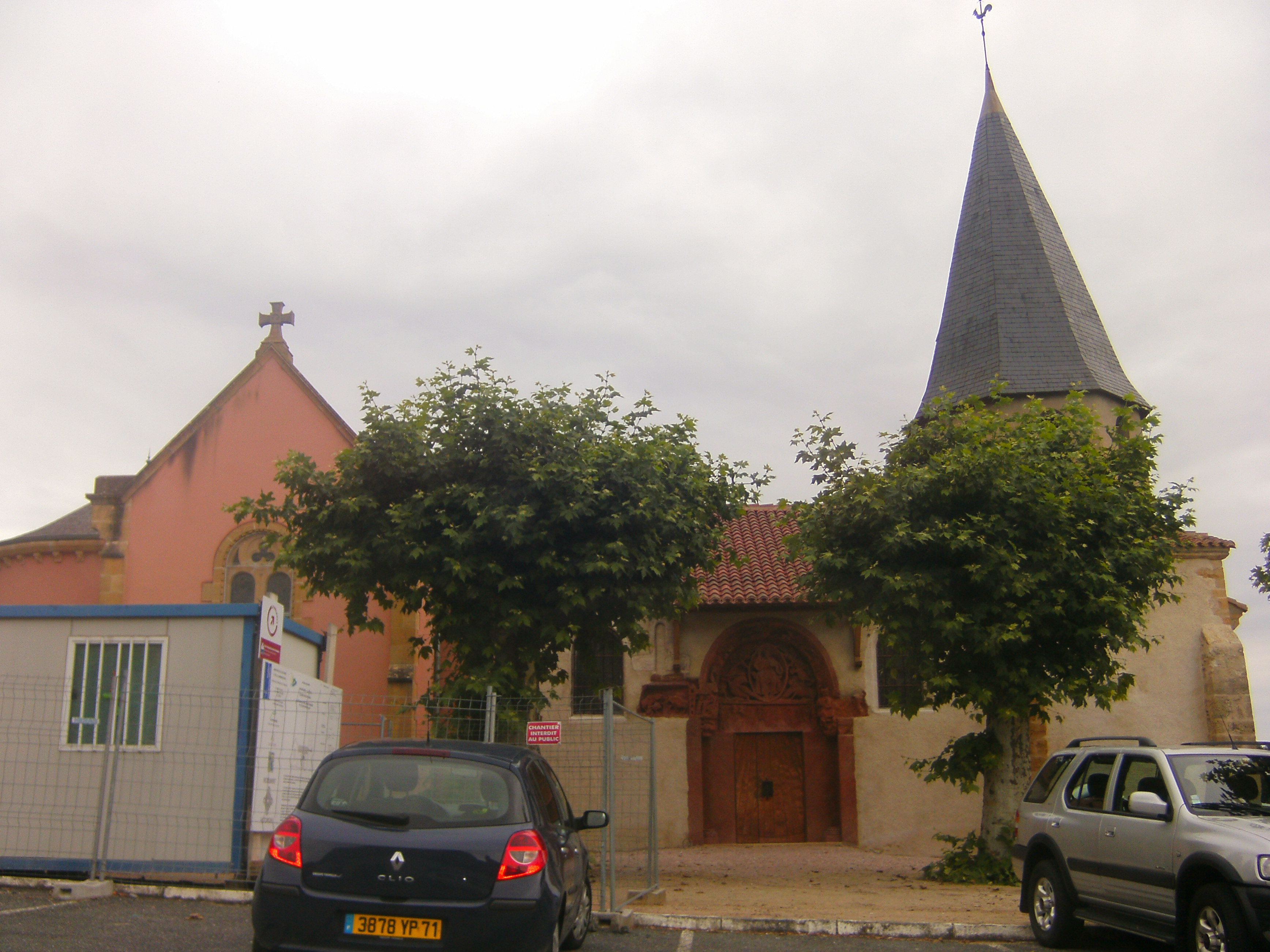
Церковь Сен-Жорж

В 2007 году среди 611 человек в трудоспособном возрасте (15—64 лет) 466 были экономически активными, 145 — неактивными (показатель активности — 76,3 %, в 1999 году было 70,1 %). Из 466 активных работали 434 человека (231 человек и 203 женщины), безработных было 32 (12 мужчин и 20 женщин). Среди 145 неактивных 32 человека были учениками или студентами, 77 — пенсионерами, 36 были неактивными по другим причинам.